# Іолія (Міссурі)
Іолія (англ. Eolia) — селище (англ. village) в США, в окрузі Пайк штату Міссурі. Населення — 472 особи (2020).

## Географія
Іолія розташована за координатами 39°14′18″ пн. ш. 91°0′48″ зх. д. / 39.23833° пн. ш. 91.01333° зх. д. (39.238374, -91.013232).  За даними Бюро перепису населення США в 2010 році селище мало площу 3,18 км², з яких 3,16 км² — суходіл та 0,02 км² — водойми.

## Демографія
Згідно з переписом 2010 року, у селищі мешкали 522 особи в 192 домогосподарствах у складі 136 родин. Густота населення становила 164 особи/км².  Було 215 помешкань (68/км²).
Расовий склад населення:
| - 91,0 % — білих - 5,7 % — чорних або афроамериканців - 0,8 % — корінних американців - 1,3 % — осіб інших рас |

До двох чи більше рас належало 1,1 %. Частка іспаномовних становила 2,9 % від усіх жителів.
За віковим діапазоном населення розподілялося таким чином: 30,8 % — особи молодші 18 років, 55,6 % — особи у віці 18—64 років, 13,6 % — особи у віці 65 років та старші. Медіана віку мешканця становила 32,6 року. На 100 осіб жіночої статі у селищі припадало 90,5 чоловіків;  на 100 жінок у віці від 18 років та старших — 77,0 чоловіків також старших 18 років.
Середній дохід на одне домашнє господарство  становив 48 519 доларів США (медіана — 39 554), а середній дохід на одну сім'ю — 58 887 доларів (медіана — 53 750). Медіана доходів становила 36 250 доларів для чоловіків та 31 750 доларів для жінок. За межею бідності перебувало 19,8 % осіб, у тому числі 28,8 % дітей у віці до 18 років та 13,4 % осіб у віці 65 років та старших.
Цивільне працевлаштоване населення становило 210 осіб. Основні галузі зайнятості: освіта, охорона здоров'я та соціальна допомога — 20,0 %, виробництво — 19,5 %, роздрібна торгівля — 17,1 %.